# Kaliborita
La kaliborita és un mineral de la classe dels borats. Rep el seu nom en al·lusió a la seva composició, que conté potassi (en llatí, kalium) i sent un borat.

## Característiques
La kaliborita és un borat de fórmula química KHMg₂B₁₂O₁₆(OH)₁₀(H₂O)₄. Cristal·litza en el sistema monoclínic. La seva duresa a l'escala de Mohs es troba entre 4 i 4,5. Segons la classificació de Nickel-Strunz, la kaliborita pertany a «06.FB - Ino-hexaborats» juntament amb l'aristarainita.

## Formació i jaciments
Va ser descoberta a Schmidtmannshall, al dipòsit de potassa de Stassfurt, a Saxònia-Anhalt (Alemanya). També ha estat descrita a Leopoldshall, a prop de la seva localitat tipus, a la mina Sambuco, a la localitat de Calascibetta (Sicília, Itàlia), al poble de Doğanlar, a la regió de l'Egeu (Turquia), al Death Valley, (Califòrnia, Estats Units) i a diverses localitats del Kazakhstan. Als territoris de parla catalana ha estat descrita als dipòsits de sal de Sallent, al Bages.